# آلدئاکمادا
آلدِآکِمادا (به اسپانیایی: Aldeaquemada) یکی از دهستان‌های استان خائن در کشور اسپانیا است. این شهر با مساحت ۱۲۱ کیلومتر مربع، ۵۵۱ تن جمعیت دارد.